# 大皮安峰
46°25′03.1″N 9°09′20.7″E / 46.417528°N 9.155750°E

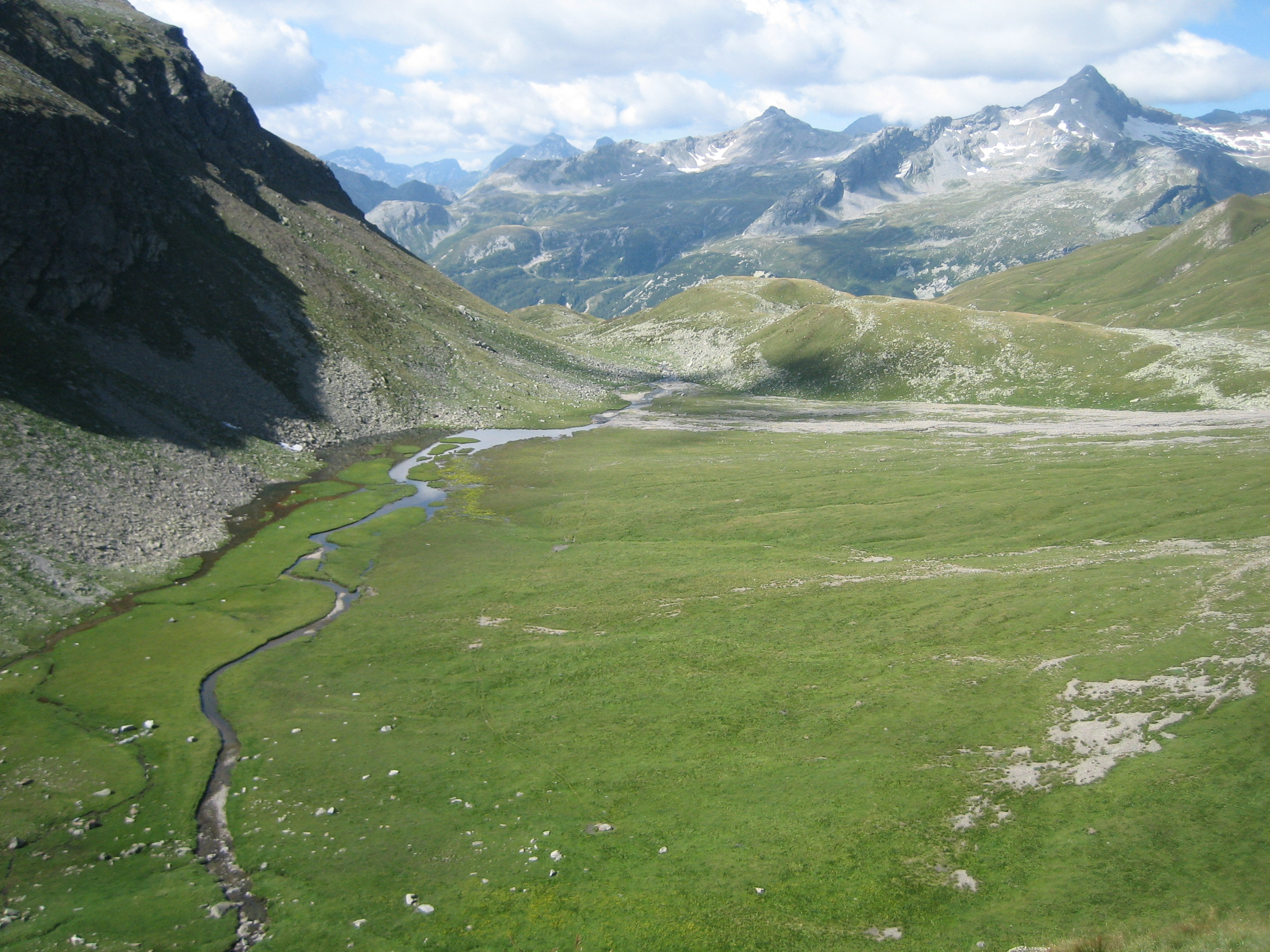

大皮安峰（Piz Pian Grand），是瑞士的山峰，位於該國東南部，由格勞賓登州負責管轄，屬於勒蓬廷山的一部分，海拔高度2,689米，每年平均降雨量1,851毫米。